# Okma & Relups
Okma & Relups ist ein Hip-Hop-Duo aus Wien, Österreich. Okmas (* 4. September 1982 in Wien) Musikkarriere begann als Sänger in der integrativen Band „Echt Stoak“. Dort lernte er Relups kennen und freundete sich mit ihm an. Relups (* 3. Januar 1983 in Landshut, Deutschland) ist Musiktherapeut und hat seine musikalischen Wurzeln im Umfeld des Labels Audiolith. Außerdem ist Relups auch als Solokünstler tätig.

## Geschichte
Gegründet haben sich Okma & Relups im Jahr 2006. Das besondere an diesem Duo ist, dass der Sänger, Okma, das Down-Syndrom hat. Durch die Kontakte zur Band Frittenbude haben Okma & Relups bereits bei diesen im Vorprogramm gespielt.

## Diskografie
- musikreise (LP / 2009)
- Die OKMAttacke (EP / 2011, Audiolith)
- Audiolith hab dich so lieb (Samplerbeitrag / 2013, Audiolith)
- Tanz mit uns (EP / 2014, März Records)
- MultiKulti (LP / 2015, März Records)